# Människans kroppslängd

Fördelning av kroppslängd i Sverige 2010/2011.

Människans kroppslängd eller bara längd är avståndet från undersidan av fötterna till huvudets överkant när personen står upp. 
En population med gemensam genetisk bakgrund och påverkande miljöfaktorer har ofta en ganska karaktäristisk medellängd. Stora längdvariationer (cirka 20 % avvikelse från genomsnittet) inom en sådan population beror vanligtvis på gigantism eller kortvuxenhet, vars medicinska tillstånd beror på specifika gener eller endokrina avvikelser.
I områden med extrem fattigdom eller långvarig krigföring kan miljöfaktorer som undernäring i barndomen eller ungdomsåren stå för påtagliga minskningar av växten även utan närvaro av några sjukdomar. Detta är en anledning till att invandrare från regioner i extrem fattigdom till regioner i överflöd kan visa en ökning till växten.

## Människans historiska längdutveckling
Människans kroppslängd påverkas av både arv och miljö. Medellängden hos människor har förändrats kraftigt från de första kända människorna. Med hjälp av arkeologiska skelettfynd är det möjligt att få en översikt av hur människans kroppslängd förändrats från förhistorisk tid fram till nutid.  Mellan 10 000  f.Kr och 4 000 f.Kr var människans uppskattade medellängd 160 cm för män och 156 cm för kvinnor. För 40 000 till 10 000 år sedan var medellängden i Europa mellan 160 cm och 189 cm för män och 158 cm till 164 cm för kvinnor. Under medeltiden var människans uppskattade medellängd 172 cm bland män och drygt 160 cm bland kvinnor.
Medellängden minskade en aning bland män under 1800-talets första hälft för att senare öka drastiskt under 1900-talet. Genom att titta på mätningar från mönstring av män i Sverige kan man snabbt märka av den ökade kroppslängden hos män. På 1850-talet var medellängden bland mönstrade män i Sverige 167,4 cm, för att 2004 vara 180,2 cm, vilket är en längdökning på närmare 1,5 dm. Åldern för när den slutgiltiga längden uppnås har kontinuerligt blivit lägre samtidigt som åldern för mönstring sänkts från 21 år på 1840-talet, till 18 år från och med år 1955. Båda faktorerna gör att siffrorna inte är helt jämförbara.

## Tabell
Nedan visas genomsnittlig längd i centimeter för män respektive kvinnor per land eller geografiskt område. (Ursprungliga undersökningar och källor bör konsulteras för mer information om metod och den exakta underlagsdelen av populationen.)
| Land/Region              | Mäns genomsnittslängd | Kvinnors genomsnittslängd | Del av befolkning/ ålderssnitt | Mätmetod     | År        | Källa         |
| ------------------------ | --------------------- | ------------------------- | ------------------------------ | ------------ | --------- | ------------- |
| Argentina                | 174,5                 | 161,0                     | 19                             | Uppmätt      | 1998–2001 | [ 7 ]         |
| Australien               | 174,8                 | 163,4                     | 18+                            | Uppmätt      | 1995      | [ 8 ]         |
| Australien               | 178,4                 | 164,5                     | 18–24                          | Uppmätt      | 1995      | [ 8 ]         |
| Azerbajdzjan             | 171,8                 | 165,4                     | 16+                            | Uppmätt      | 2005      | [ 9 ]         |
| Bahrain                  | 165,1                 | 154,2                     | 19+                            | Uppmätt      | 2002      | [ 10 ]        |
| Belgien                  | 179,5                 | 167,8                     | 21-25                          | Rapporterat  | 1997–2002 | [ 11 ]        |
| Brasilien                | 169,0                 | 158,0                     | 21–65                          | Uppmätt      | 2003      | [ 12 ] [ 13 ] |
| Bulgarien                | 175,2                 | 163,2                     |                                | Uppmätt      | 2010      | [ 14 ]        |
| Chile                    | 175,2                 | 164,6                     | 17+                            | Uppmätt      | 2003      | [ 15 ]        |
| Colombia                 | 170,6                 | 158,7                     | 18–22                          | Uppmätt      | 2002      | [ 16 ]        |
| Danmark                  | 180,3                 |                           | Värnpliktiga, 18-19            | Uppmätt      | 2006      | [ 17 ]        |
| Dinariska alperna        | 185,6                 | 171,0                     | 17                             | Uppmätt      | 2005      | [ 18 ]        |
| Elfenbenskusten          | 170,1                 | 159,1                     | 25–29                          | Uppmätt      | 1985–1987 | [ 19 ]        |
| Estland                  | 179,1                 | 170                       |                                |              | 2003      | [ 20 ]        |
| Filippinerna             | 161,9                 | 150,2                     | 20+                            | Uppmätt      | 2003      | [ 21 ]        |
| Filippinerna             | 163,4                 | 151,7                     | 20-39                          | Uppmätt      | 2003      | [ 21 ]        |
| Finland                  | 180,0                 | 166,0                     | 25–34                          | Rapporterad  | 2004      | [ 22 ]        |
| Frankrike                | 174,1                 | 161,9                     | 20+                            | Uppmätt      | 2001      | [ 23 ]        |
| Frankrike                | 177,0                 | 164,6                     | 20–29                          | Uppmätt      | 2001      | [ 23 ]        |
| Ghana                    | 169,5                 | 158,5                     | 25–29                          | Uppmätt      | 1987–1989 | [ 19 ]        |
| Gambia                   | 168,0                 | 157,8                     | Rural, 21–49                   | Uppmätt      | 1950–1974 | [ 24 ]        |
| Grekland                 | 180,7                 |                           | Värnpliktiga, 18-21            | Uppmätt      | 2015–2016 |               |
| Grekland                 | 175,9                 | 162,9                     | vuxna                          | Uppmätt      | 2009      | [ 25 ]        |
| Hongkong                 | 171,7                 | 158,7                     | 18                             | Uppmätt      | 2006      | [ 26 ]        |
| Indien                   | 164,5                 | 152,0                     | Stadsbor 20                    | Uppmätt      | 2005–2006 | [ 27 ] [ 28 ] |
| Indien                   | 161,2                 | 152,1                     | Landsbygd 17+                  | Uppmätt      | 2007      | [ 29 ]        |
| Indonesien               | 158,0                 | 147,0                     | 50+                            | Rapporterad  | 1997      | [ 30 ]        |
| Indonesien – Östra Java  | 162,4                 | 151,3                     | 19–23                          | Uppmätt      | 1995      | [ 31 ]        |
| Iran                     | 170,3                 | 157,2                     | 21+                            | Uppmätt      | 2005      | [ 32 ]        |
| Iran                     | 173,4                 | 159,8                     | 21-25                          | Uppmätt      | 2005      | [ 32 ]        |
| Irak - Bagdad            | 165,4                 | 155,8                     | 18–44                          | Uppmätt      | 1999–2000 | [ 33 ]        |
| Irland                   | 177,4                 | 164,4                     | 21-25                          | Rapporterat  | 1997–2002 | [ 11 ]        |
| Israel                   | 175,6                 | 162,8                     | 21                             | Uppmätt      | 1980–2000 | [ 34 ]        |
| Italien                  | 177                   | 166.5                     | 18-24                          | Uppmätt      | 2016      | [ 35 ]        |
| Jamaica                  | 171,8                 | 160,8                     | 25–74                          | Uppmätt      | 1994–1996 | [ 36 ]        |
| Japan                    | 171,5                 | 158,0                     | 19                             | Uppmätt      | 2006      | [ 37 ]        |
| Kamerun                  | 170,6                 | 161,3                     | vuxna                          | Uppmätt      | 2003      | [ 38 ]        |
| Kanada                   | 173,6                 | 159,5                     | 25+                            | Uppmätt      | 2005      | [ 39 ]        |
| Kanada                   | 176,0                 | 163,3                     | 25-44                          | Uppmätt      | 2005      | [ 39 ]        |
| Kina                     | 170,2                 | 158,6                     | Stadsbor 17                    | Uppmätt      | 2002      | [ 40 ]        |
| Kina                     | 166,3                 | 157,0                     | Landsortsbor 17                | Uppmätt      | 2002      | [ 40 ]        |
| Litauen                  | 181,3                 | 167,5                     | 18                             | Uppmätt      | 2005      | [ 41 ]        |
| Malaysia                 | 164,7                 | 153,3                     | 20+                            | Uppmätt      | 1996      | [ 42 ]        |
| Malta                    | 169,9                 | 159,9                     | vuxna                          | Rapporterade | 2003      | [ 43 ]        |
| Malta                    | 175,2                 | 163,8                     | 25–34                          | Rapporterade | 2003      | [ 43 ]        |
| Malawi                   | 166,0                 | 155,0                     | 16–60                          | Uppmätt      | 2000      | [ 44 ]        |
| Mali                     | 171,3                 | 160,4                     | vuxna                          | Uppmätt      | 1992      | [ 45 ]        |
| Mexiko – Morelos         | 167,0                 | 155,0                     | vuxna                          | Rapporterad  | 1998      | [ 46 ]        |
| Mexiko                   | 163,0                 | 151,0                     | 50+                            | Uppmätt      | 2001      | [ 47 ]        |
| Mongoliet                | 168,4                 | 157,7                     | 25–34                          | Uppmätt      | 2006      | [ 48 ]        |
| Nederländerna            | 180,8                 | 167,8                     | 20+                            | Rapporterad  | 2008      | [ 49 ]        |
| Nederländerna            | 184,3                 | 170,2                     | 25–34                          | Rapporterad  | 2008      | [ 49 ]        |
| Nya Zeeland              | 177,0                 | 165,0                     | 19–45                          | Beräknad     | 1993–2007 | [ 50 ]        |
| Nya Zeeland              | 174,5                 | 163,0                     | 45–65                          | Beräknad     | 1993–2007 | [ 50 ]        |
| Nigeria                  | 163,8                 | 157,8                     | 18–74                          | Mätt         | 1994–1996 | [ 36 ]        |
| Norge                    | 179,7                 | 167,2                     | Värnpliktiga 18–19             | Uppmätt      | 2008      | [ 51 ]        |
| Peru                     | 164,0                 | 151,0                     | 20+                            | Uppmätt      | 2005      | [ 52 ]        |
| Portugal                 | 179,1                 |                           | Värnpliktiga, 21               | Uppmätt      | 2015      | [ 53 ]        |
| Schweiz                  | 175,4                 | 164,0                     | 20–74                          |              |           | [ 54 ]        |
| Schweiz                  | 178,1                 |                           | Värnpliktiga 18–21             | Uppmätt      | 2005      | [ 55 ]        |
| Singapore                | 170,6                 | 160,0                     | 17–25                          |              | 2003      | [ 56 ]        |
| Spanien                  | 180,2                 | 165,4                     | 18-24                          | Uppmätt      | 2016      | [ 11 ]        |
| Spanien                  | 178,0                 | 165,0                     | 21                             | Uppmätt      | 1998–2000 | [ 57 ]        |
| Storbritannien - England | 177,6                 | 163,7                     | 25-34                          | Uppmätt      | 2008      | [ 58 ]        |
| Storbritannien - England | 175,3                 | 161,6                     | vuxna                          | Uppmätt      | 2008      | [ 58 ]        |
| Sverige                  | 180,0                 | 166                       | 16–84                          | Uppmätt      | 2017      | [ 59 ]        |
| Sydafrika                | 169,0                 | 159,0                     | 25–34                          | Uppmätt      | 1998      | [ 60 ]        |
| Sydkorea                 | 173,9                 | 161,1                     | 19                             | Uppmätt      | 2006      | [ 61 ]        |
| Thailand                 | 167,5                 | 157,3                     | STOU universitets studenter    | Rapporterad  | 1991–1995 | [ 62 ]        |
| Turkiet – Ankara         | 174,0                 | 158,9                     | 18-59                          | Uppmätt      | 2004–2006 | [ 63 ]        |
| Turkiet – Ankara         | 176,1                 | 162,0                     | 18-29                          | Uppmätt      | 2004–2006 | [ 63 ]        |
| Turkiet – Edirne         | 173,7                 | 161,4                     | 17                             | Uppmätt      | 2001      | [ 64 ]        |
| Tyskland                 | 178,0                 | 165,0                     | vuxna                          | Rapporterad  | 2005      | [ 65 ]        |
| Tyskland                 | 181,0                 | 167,0                     | 18–19                          | Rapporterad  | 2005      | [ 65 ]        |
| Taiwan                   | 174,5                 | 162,5                     | 18                             | Rapporterad  | 2011      | [ 65 ]        |
| Ungern                   | 176,0                 | 164,0                     | vuxna                          | Uppmätt      | 2000s     | [ 66 ]        |
| USA                      | 176,3                 | 162,2                     | Alla amerikaner, 20+           | Uppmätt      | 2003–2006 | [ 67 ]        |
| USA                      | 177,6                 | 163,2                     | Alla amerikaner, 20–29         | Uppmätt      | 2003–2006 | [ 67 ]        |
| USA                      | 178,9                 | 164,8                     | Vita amerikaner, 20–39         | Uppmätt      | 2003–2006 | [ 67 ]        |
| USA                      | 178,0                 | 163,2                     | Svarta amerikaner, 20–39       | Uppmätt      | 2003–2006 | [ 67 ]        |
| USA                      | 170,6                 | 158,7                     | Latin-amerikaner, 20–39        | Uppmätt      | 2003–2006 | [ 67 ]        |
| Vietnam                  | 162,1                 | 152,2                     | 25–29                          | Uppmätt      | 1992–1993 | [ 19 ]        |
| Österrike                | 179,6                 | 167,1                     | 21-25                          | Rapporterat  | 1997–2002 | [ 11 ]        |

### Fotnoter
1. ↑  SCB
2. ↑  Hermanussen, M. (2016-06). ”Stunted growth” (på engelska). European Journal of Clinical Nutrition 70 (6):  sid. 647–649. doi:10.1038/ejcn.2016.47. ISSN 1476-5640. https://www.nature.com/articles/ejcn201647. Läst 1 juni 2024.
3. 1 2 3  ”pediatrisk-endokrinologi.no Sekulära förändringar i kroppslängd Bo Werner”. Arkiverad från originalet den 8 maj 2014. https://web.archive.org/web/20140508110425/http://pediatrisk-endokrinologi.no/2008/1/Werner_2008_1.pdf. Läst 25 augusti 2011.
4. ↑  ”svd.se Medeltidens människor var ganska lika oss - både vad gäller kroppslängd och sjukdomar”. http://www.svd.se/nyheter/inrikes/medeltidens-manniskor-var-ganska-lika-oss-bade-vad-galler-kroppslangd-och-sjukdomar_127575.svd. Läst 25 augusti 2011.
5. ↑  http://fof.se/tidning/2014/6/artikel/langden-tappar-koppling-till-klass
6. ↑  [Statistiska Centralbyrån]: Historisk statistik för Sverige. Del 1. Befolkning (1969), s. 141
7. ↑  del Pino, Mariana (17 augusti 2005). ”Peso y estatura de una muestra nacional de” (på Spanish). Archivos argentinos de pediatría "103" (4):  ss. 323–30. http://www.scielo.org.ar/scielo.php?pid=S0325-00752005000400007&script=sci_arttext.
8. 1 2  ABS How Australians Measure Up|| 1995 data
9. ↑  Azerbaijan State Statistics Committee, 2005
10. ↑  NATIONAL NUTRITION SURVEY
11. 1 2 3 4  ”Arkiverade kopian”. Arkiverad från originalet den 4 juni 2011. https://web.archive.org/web/20110604040940/http://www.econ.upf.edu/docs/papers/downloads/1002.pdf. Läst 11 februari 2012. The Evolution of Adult Height in Europe
12. ↑  IBGE(2005)
13. ↑  ”Brasileiro médio não ultrapassa 1,70 m”. Folha de S.Paulo. 16 december 2004. https://www1.folha.uol.com.br/folha/cotidiano/ult95u103096.shtml. Läst 30 juli 2018.
14. ↑  ”Arkiverade kopian”. Arkiverad från originalet den 4 mars 2016. https://web.archive.org/web/20160304224428/http://www.bnews.bg/article-4821. Läst 22 augusti 2010.
15. ↑  ”National Health Survey 2004 (p.|| 161)”. Arkiverad från originalet den 17 januari 2009. https://web.archive.org/web/20090117065528/http://epi.minsal.cl/epi/html/invest/ENS/InformeFinalENS.pdf. Läst 22 augusti 2010.
16. ↑  ”A TROPICAL SUCCESS STORY: A CENTURY OF IMPROVEMENTS IN THE BIOLOGICAL STANDARD OF LIVING, COLOMBIA|| 1910–2002 *”. Arkiverad från originalet den 20 januari 2017. https://web.archive.org/web/20170120075543/http://www.banrep.gov.co/docum/ftp/borra289.pdf. Läst 22 augusti 2010.
17. ↑  DST Statistical Yearbook 2007
18. ↑  Pineau JC, Delamarche P, Bozinovic S (17 augusti 2005). ”Les Alpes Dinariques : un peuple de sujets de grande taille” (på French). Comptes Rendus Biologies "328" (9):  ss. 841–6. doi:10.1016/j.crvi.2005.07.004. PMID 16168365.
19. 1 2 3  Productive Benefits of Improving Health: Evidence from Low-Income Countries, T. Paul Schultz* Arkiverad 7 januari 2011 hämtat från the Wayback Machine.
20. ↑  Lintsi M, Kaarma H (17 augusti 2006). ”Growth of Estonian seventeen-year-old boys during the last two centuries”. Economics and Human Biology "4" (1):  ss. 89–103. doi:10.1016/j.ehb.2005.05.007. PMID 15993666.
21. 1 2  6th National Nutrition Survey Arkiverad 16 augusti 2011 hämtat från the Wayback Machine.
22. ↑  National Public Health Institute (Finland)
23. 1 2  La taille des hommes : son incidence sur la vie en couple et la carrière professionnelle - INSEE
24. ↑  Rebecca Sear
25. ↑  name="https://web.archive.org/web/20090530143914/http://www.elkede.gr/images/EthnikiSomatrometrikhEreuna-page2.pdf"
26. ↑  Secular changes in height, weight and body mass index in Hong Kong Children
27. ↑  Angus Deaton, 2008
28. ↑  Times of India
29. ↑  Venkaiah K, Damayanti K, Nayak MU, Vijayaraghavan K (17 augusti 2002). ”Diet and nutritional status of rural adolescents in India”. European Journal of Clinical Nutrition "56" (11):  ss. 1119–25. doi:10.1038/sj.ejcn.1601457. PMID 12428178.
30. ↑  Indonesia Family Life Survey,1997
31. ↑  ”Youth Profile in Some Sub Areas In East Java (Preliminary Survey of The Indonesian Youth Stature at The Fiftieth Anniversary of Indonesia)”. Arkiverad från originalet den 21 juli 2011. https://web.archive.org/web/20110721115754/http://www.journal.unair.ac.id/detail_jurnal.php?id=1321&med=3&bid=3. Läst 22 augusti 2010.
32. 1 2  ”Arkiverade kopian”. Arkiverad från originalet den 27 februari 2012. https://web.archive.org/web/20120227073812/http://diglib.tums.ac.ir/pub/magmng/pdf/6079.pdf. Läst 11 februari 2012. Secular Trend of Height Variations in Iranian Population Born between|| 1940 and|| 1984
33. ↑  http://www.unu.edu/unupress/food/fnb23-4.pdf Arkiverad 7 juni 2007 hämtat från the Wayback Machine. Relationship between waist circumference and blood
pressure among the population in Baghdad,Iraq,Haifa Tawfeek
34. ↑  Mandel D, Zimlichman E, Mimouni FB, Grotto I, Kreiss Y (17 augusti 2004). ”Height-related changes in body mass index: a reappraisal”. Journal of the American College of Nutrition "23" (1):  ss. 51–4. PMID 14963053. Arkiverad från originalet den 2 oktober 2008. https://web.archive.org/web/20081002232715/http://www.jacn.org/cgi/content/full/23/1/51.
35. ↑  Altezza media per sesso e regione per le persone di|| 18-40 anni, anno 2006, Received from ISTAT|| 11 Feb. 2009
36. 1 2  Okosun IS, Cooper RS, Rotimi CN, Osotimehin B, Forrester T (17 augusti 1998). ”Association of waist circumference with risk of hypertension and type 2 diabetes in Nigerians, Jamaicans, and African-Americans”. Diabetes Care "21" (11):  ss. 1836–42. doi:10.2337/diacare.2. PMID 9802730.
37. ↑  Official Statistics by Ministry of Education, Culture, Sports, Science and Technology[död länk]
38. ↑  Kamadjeu RM, Edwards R, Atanga JS, Kiawi EC, Unwin N, Mbanya JC (17 augusti 2006). ”Anthropometry measures and prevalence of obesity in the  adult population of Cameroon: an update from the Cameroon Burden of Diabetes Baseline Survey”. BMC Public Health "6":  ss. 228. doi:10.1186/1471-2458-6-228. PMID 16970806.
39. 1 2  Methodological Issues in Anthropometry:  Rapporterad  versus UppmättHeight and Weight, by Margot Shields, Sarah Connor Gorber, Mark S. Tremblay
40. 1 2  Yang XG, Li YP, Ma GS, et al. (17 augusti 2005). ”[Study on weight and height of the Chinese people and the differences between” (på Chinese). Zhonghua Liu Xing Bing Xue Za Zhi "26" (7):  ss. 489–93. PMID 16334998.
41. ↑  136. Sex and gender differences in secular trend of body size and frame indices of Lithuanians. Tutkuviene J.
42. ↑  Distribution of Body Weight, Height and Body Mass Index in a National Sample of Malaysian vuxna
43. 1 2  2003 study Arkiverad 4 mars 2012 hämtat från the Wayback Machine.. A 2007 Eurostat study revealed the same results - the average Maltese person is|| 164.9cm (5'4.9") compared to the EU average of|| 169.6 cm (5'6.7").
44. ↑  Msamati BC, Igbigbi PS (17 augusti 2000). ”Anthropometric profile of  adult black Malawians”. East African Medical Journal "77" (7):  ss. 364–8. PMID 12862154.
45. ↑  Nutritional status of adults in rural Mali,Katherine A. Dettwyler
46. ↑  Indice de masa corporal y percepción de la imagen corporal en una población adulta mexicana: la precisión del autorreporte Arkiverad 24 februari 2012 hämtat från the Wayback Machine.
47. ↑  Estudio Nacional de Salud y Envejecimiento en México (ENASEM)
48. ↑  ”Arkiverade kopian”. Arkiverad från originalet den 4 juni 2011. https://web.archive.org/web/20110604234240/http://www.who.int/chp/steps/27%20December%202006%20Mongolia%20STEPS%20Survey.pdf. Läst 11 februari 2012.
49. 1 2  Zelfgerapporteerde medische consumptie, gezondheid en leefstijl, Central Bureau of Statistics,|| 16 March 2009, accessed October 06, 2009
50. 1 2  (page 60) Size and Shape of New Zealanders: NZ Norms for Anthropometric Data|| 1993**** Arkiverad 31 oktober 2008 hämtat från the Wayback Machine.. Based on British norms and their relations to New Zealand values
51. ↑  http://www.ssb.no/english/yearbook/tab/tab-106.html Statistics Norway
52. ↑  ”Encuesta Nacional de Indicadores Nutricionales, Bioquímicos, Socioeconómicos y Culturales relacionados con las Enfermedades Crónico Degenerativas 2005”. Arkiverad från originalet den 3 mars 2016. https://web.archive.org/web/20160303180332/http://www.ins.gob.pe/insvirtual/images/boletin/pdf/ReporteEpidemiologicoINS2006-22.pdf. Läst 22 augusti 2010.
53. ↑  Tendências do Peso em Portugal no Final do Século XX
54. ↑  Cavelaars et al 2000.
55. ↑  Rühli FJ, Henneberg M, Schaer DJ, Imhof A, Schleiffenbaum B, Woitek U (17 augusti 2008). ”Determinants of inter-individual cholesterol level variation in an unbiased young male sample”. Swiss Medical Weekly "138" (19-20):  ss. 286–91. doi:2008/19/smw-11971. PMID 18491242.
56. ↑  Deurenberg et al. 2003
57. 1 2  ”Health Survey for England 2008”. Arkiverad från originalet den 25 augusti 2010. https://web.archive.org/web/20100825101215/http://www.ic.nhs.uk/statistics-and-data-collections/health-and-lifestyles-related-surveys/health-survey-for-england/health-survey-for-england--2008-trend-tables. Läst 22 augusti 2010.
58. ↑  https://www.scb.se/hitta-statistik/artiklar/2018/varannan-svensk-har-overvikt-eller-fetma/
59. ↑  SADHS(1998)
60. ↑  Korea.net[död länk]
61. ↑  Sukhothai Thammathirat Open University-Health Research Project
62. 1 2  Özer, Basak Koca (17 augusti 2008). ”Secular trend in body height and weight of Turkish vuxna”. Anthropological Science "116":  ss. 191. doi:10.1537/ase.061213.
63. ↑  Oner N, Vatansever U, Sari A, et al. (17 augusti 2004). ”Prevalence of underweight, overweight and obesity in Turkish adolescents”. Swiss Medical Weekly "134" (35-36):  ss. 529–33. doi:2004/35/smw-10740. PMID 15517506.
64. 1 2 3  Households, families and health - Results of the Microcensus 2005 Arkiverad 19 april 2009 hämtat från the Wayback Machine.
65. ↑  ”Average height of men and women (National Geographic, Hungarian)”. Arkiverad från originalet den 28 mars 2020. https://web.archive.org/web/20200328153214/http://www.ngnet.hu/index.php?act=napi&id=11535. Läst 22 augusti 2010.
66. 1 2 3 4 5  Anthropometric Reference Data for Children and vuxna 2003–2006